# Martin's Additions
Le village de Martin's Additions est située dans le comté de Montgomery, dans l’État du Maryland, aux États-Unis. Sa population s’élevait à 946 habitants lors du recensement de 2020.